# مدرسه مصطفویه
مدرسه مصطفویه بستک، یکی از مدارس قدیمی ایران مربوط به اواخر دوره قاجاریه-پهلوی است که در شهر بستک، استان هرمزگان قرار دارد. این اثر در تاریخ ۷ مهر ۱۳۸۱ با شمارهٔ ثبت ۶۱۰۸ به‌عنوان یکی از آثار ملی ایران به ثبت رسیده‌است.
ساخت مدرسه مصطفویه که یکی از قدیمی‌ترین مدارس ایران به‌شمار می‌رود در سال ۱۳۰۲ خورشیدی شروع شده و در سال ۱۳۰۴ پایان یافته‌است.
این مدرسه که در محل تقاطع خیابان قدیم و خیابان مصطفویه شهر بستک قرار دارد، از زمان ساخت تاکنون پیوسته مورد استفاده قرارگرفته و چندین نسل به‌طور متوالی در آن تحصیل کرده‌اند. طی این سال‌ها بارها احیا و بازسازی شده و گاهی الحاقاتی بدان افزوده شده‌است.
مدرسه تاریخی مصطفویه در سال ۱۳۸۱ با شماره ۶۱۰۸ در فهرست آثار ملی ایران به ثبت رسیده‌است.

## کتیبه سردر مدرسه

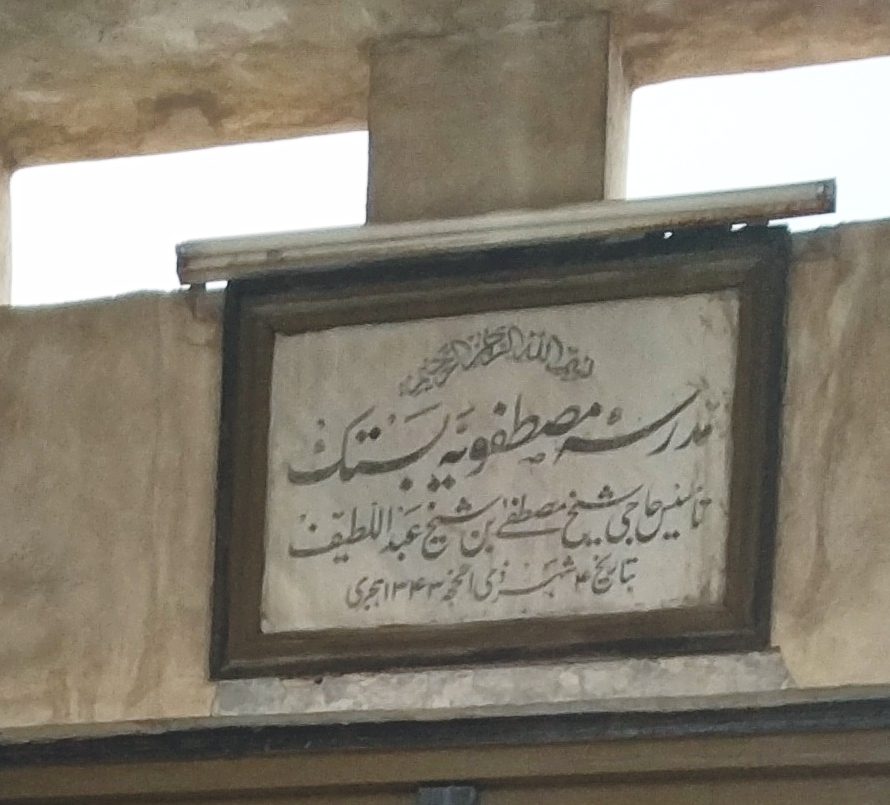
کتیبه سردر مدرسه

در سردر مدرسه کتیبه‌ای است که تاریخ ذیحجه ۱۳۴۳ هجری قمری را نشان می‌دهد که احتمالاً مربوط به زمان بازسازی بنا است. بانی مدرسه شخص خیری به‌نام حاج شیخ مصطفی بن شیخ عبداللطیف العباسی است که نام وی در کتیبهٔ سر در مدرسه دیده می‌شود.
مدرسهٔ مصطفویه قدیمی‌ترین مدرسهٔ ساخته شده در شهر بستک است و اکثر ریش‌سفیدان و دانشمندان منطقهٔ بستک از اولین دانش‌آموختگان این مدرسه هستند.

## اولین مدرسه دولتی در بستک
این مدرسه در حدود یک قرن پیش (۹۴سال) است که در بستک ساخته شده و از اولین مدارس دولتی ایران بوده‌است و با توجه به قدمت آن، هنوز پابرجا است و شاگردان بسیاری را در خود پرورش می‌دهد.
بعضی از قسمت‌های مدرسه بر اثر گذشت ایام فرسوده شده و از بین رفته‌است. بخش جنوبی مدرسه هنوز سالم و پابرجا باقی مانده‌است.
درب چوبی که ماه و ستاره برآن حکاکی شده زینت بخش دفتر مدرسه‌است. دودکش‌های آشپزخانه مدرسه که روزگاری مورد استفاده قرار می‌گرفت هنوز باقی مانده‌است.
در زمین‌لرزه ۱۲ دی ماه ۱۳۹۲در شهر بستک، برخی آثار تاریخی این شهر همچون مدرسه مصطفویه، خانه تاریخی کاظم و خانه صولت آسیب دیدند. مرمت مدرسه مصطفویه حدود یک سال و نیم طول کشید و از مهر ۱۳۹۴ مجدداً فعالیت این مدرسه آغاز شد.

## اولین مدیر مدرسه مصطفویه
مولوی عبدالله مدیر مدرسه مصطفویه بستک
با شروع به کار مدرسه مصطفویه در سال 1304خورشیدی  مدیری به نام مولوی عبدالله فوق لیسان ادبیات و ریاضیات پرفسوری به تمام معنی بود از هند استخدام و به بستک اعزام گردید.
مولوی عبدالله علمش در سطحی بالا بود با اینکه در صحبت چون هندی بودند لهجه داشتند اما عجیب بود در جشنها عجالتاً شعر میسرود و به نظم در می‌آورد و آهنگش هم تنظیم می نمود. ریاضیدان و ادیب قوی در عربی متبحر بودند انگلیسیش بسیار عالی بود و به زبان‌های فرانسه و آلمانی هم آشنایی داشتند. کلاسی هم خصوصی شبانه مجانی در منزل شان دائر بود شبها در موقع بیکاری به عده‌ای از بزرگسالان درس می دادند این وضع تا سال 1316 ادامه داشت تا اینکه مدرسه دولتی شد و تحویل اداره معارف فارس گردید. مولوی هم که در بستک ازدواج نموده بودند با عائله به بحرین مسافرت نمودند. بعد از دو سه سال بر اثر تصادف اتومبیل وفات یافتند